# Piomera
Piomera là một chi bọ cánh cứng trong họ Chrysomelidae.
Chi này được miêu tả khoa học năm 1863 bởi Baly.

## Các loài
Các loài trong chi này gồm:
- Piomera costata Kimoto & Gressitt, 1982
- Piomera major Kimoto & Gressitt, 1982